# Фьорини-Маццанти, Элизабетта
Элизабетта Фьорини-Маццанти (итал. Elisabetta Fiorini Mazzanti; 3 июня 1799, Террачина — 23 апреля 1879, Рим) — итальянский ботаник, в первую очередь бриолог и альголог.

## Биография
Элизабетта Фьорини родилась в 1799 году в Террачине (Италия). Она была единственной дочерью графа Джузеппе Фьорини и его жены Терезы и принадлежала, как по отцовской, так и по материнской линии, к старинному итальянскому роду. Её детство пришлось на неспокойный период Наполеоновских войн. Фьорини потеряли значительную часть своего состояния, кроме того, семье пришлось бежать из города. Вскоре после этого умерла мать Элизабетты. Несмотря ни на что, девочка получила хорошее образование: она знала французский, английский, немецкий и латинский языки, изучала историю, литературу и географию, а также училась музыке и рисованию.
Ещё в детстве у Элизабетты возник интерес к ботанике. Ей было знакомо имя известного натуралиста Джованни Брокки, и когда друг семьи представил юную Элизабетту учёному, она рассказала ему о своём желании заниматься естественными науками. Брокки посоветовал ботанику, и Элизабетта стала его ученицей, изучая под его руководством систему Линнея. Когда Брокки уехал в Египет, она продолжила обучение у Эрнесто Маури, директора Римского ботанического сада.
Свои первые ботанические коллекции Элизабетта собирала близ Формии, недалеко от Террачины. Найденные образцы стали темой её первой работы, опубликованной в 1823 году. Следующей её публикацией стало в 1828 году приложение к ранее опубликованным томам произведения Себастиани и Маури, «Prodromo della Flora Romana»: оно включало список ста дикорастущих видов, ранее не описанных в регионе. Однако основным интересом Элизабетты были мхи. В то время в Европе появились относительно доступные и качественные микроскопы, что способствовало большому прогрессу в области ботаники. В 1831 году Элизабетта опубликовала свою книгу «Specimen Bryalogiae Romanae», написанную полностью на латинском языке и посвящённую её учителям Брокки и Маури. Эта работа не только принесла ей большой успех как в Италии, так и за её пределами, но и способствовала развитию бриологии в Европе. Кроме того, Элизабетта Фьорини была избрана членом Туринской академии наук.
В 1829 году Элизабетта вышла замуж за адвоката Луку Маццанти. У них родилось трое детей, двое из которых умерли в раннем возрасте. Однако в 1841 году умер Лука, затем отец Элизабетты, а ещё через год — пятнадцатилетняя дочь. Оставшись одна, Элизабетта удочерила и воспитала племянницу своего бывшего учителя Эрнесто Маури. Бо́льшую часть времени Элизабетта жила в Риме, проводя в Террачине лишь летние месяцы. В Риме её посещали многие итальянские и иностранные учёные; с другими она вела переписку. Так, Элизабетта поддерживала общение с Камилем Монтанем, Филипом Уэббом, Альфонсом Декандолем, Людвигом Рабенхорстом. Она также принимала участие в различных научных мероприятиях, включая ботанический конгресс 1874 года во Флоренции.
За свою жизнь Элизабетта Фьорини-Маццанти опубликовала ряд работ о мхах, лишайниках, водорослях и грибках. Она также была членом нескольких научных обществ, включая Папскую академию, Леопольдину, Академию деи Линчеи и др.
Элизабетта Фьорини-Маццанти умерла 23 апреля 1879 года. В её честь были названы два рода и один вид растений и грибков.